# Херст, Уильям Рэндольф
Уильям Рэндольф Херст (англ. William Randolph Hearst, IPA: /hɜːrst/) (29 апреля 1863 — 14 августа 1951) — американский медиамагнат, основатель холдинга Hearst Corporation, ведущий газетный издатель. Создал индустрию новостей и придумал делать деньги на сплетнях и скандалах.
С именем Уильяма Рэндольфа Херста связано появление в обиходе таких понятий, как «жёлтая пресса», «связи с общественностью» (PR) и «медиамагнат».
Херст поднял статус профессии журналиста с безвестного сборщика информации до авторитетной фигуры и влиятельного лица. Он первым начал давать журналистам карт-бланш в выборе тем и ввёл тематические рубрики. Таким образом, нынешние газетные обозреватели, ведущие свою колонку, были его изобретением.

## Биография
Рэндольф родился в Сан-Франциско, в семье Джорджа Херста и Фиби Херст. Отец Уильяма был миллионером и владел крупнейшими на Западном побережье США залежами серебра. Он выдал кредит «рупору» калифорнийских демократов San Francisco Examiner, выкупил убыточную газету и в 1887 году благодаря поддержке демократов стал сенатором.
Склонность к скандальной журналистике проявилась у молодого Херста ещё в студенческие годы. В Гарвардском университете незадолго до окончания написал оскорбительную для преподавателей заметку в университетском журнале «Lampoon» (рус. Пасквиль), за что был исключён из университета.
В 1885—1887 годах Херст прошел школу репортёрской работы в газете Джозефа Пулитцера «The New York World». После этого с помощью отца добился гарвардского диплома и вернулся в Сан-Франциско.
В 1903 Уильям Херст женился на Миллисент Веронике Уилсон (1882—1974). У них было пять сыновей: Джордж Рэндольф Херст (1904—1972), Уильям Рэндольф Херст-младший (1908—1993), Джон Рэндольф Херст (1910—1958), близнецы Рэндольф Апперсон Херст (1915—2000) и Дэвид Уитмор Херст (1915—1986).
С 1917 по 1951 год у Херста была любовная связь с актрисой Мэрион Дэвис. У них была общая дочь Патрисия Лейк, которую всегда представляли как племянницу Мэрион Дэвис.

## Бизнес
В 23 года Херст выпросил у отца «San Francisco Examiner» и стал издателем. Новый хозяин заявил сотрудникам, что сенсацию можно сделать из любой чепухи, главное — форма подачи материала и соответствие запросам читателя. Через год тираж газеты вырос вдвое. Газета стала публиковать скандальные материалы о коррупции. В результате Херст-младший поссорился с отцом, который требовал от сына прекратить нападки на некоторые компании. Херст‑старший отказался финансировать газету и лишил сына наследства. После смерти отца в 1891 году капитал в 25 млн долларов перешел к матери Уильяма.
В 1895 году при финансовой поддержке со стороны матери, он купил «New York Morning Journal». Газета имела ничтожный по сравнению с конкурентами тираж в 30 тысяч экземпляров, её называли «газетой горничных».
Херст нанял выдающихся публицистов того времени Стивена Крэйна и Джулиана Готорна. Для него писал Марк Твен.
Собрав своих редакторов, Херст сказал им:

«Моя газета должна быть написана и издана так, чтобы её могли и хотели читать полуграмотные эмигранты, невежды, жители городского дна, подростки — все».

Он снизил цену до одного цента за номер. Тираж газеты резко вырос. После этого началась так называемая «газетная война» между Херстом и Пулитцером. Два крупнейших издателя вступили в жёсткую конкуренцию.

### Газетная война
На первые полосы газет вышли сенсации, преступления, катастрофы. Или наоборот, истории спасений и подвигов. Особое место отводилось историям из жизни знаменитостей, светским сплетням и скандалам. Возбуждение читателей подогревалось иллюстрациями, которые в те времена были, в общем, новостью в газетах. Причем, если описывались убийства или катастрофы, то художники рисовали натуралистические кровавые подробности. И этот метод сделал своё дело — газетные тиражи достигли огромных размеров.

В одной из редакционных статей Херст писал: 
«Политика „The New York Journal“ заключается в том, что привлекать внимание столь же важно, как и добывать факты; публика жаждет развлечений гораздо больше, нежели просто новостей».
Херст перекупил весь репортерский отдел Пулитцера, писавший для воскресных выпусков. Пулитцер предложил журналистам вернуться на большие гонорары. Тогда Херст предложил им вдвое больше денег и перекупил снова. В 1896 Херст смог привлечь к сотрудничеству создателя первого американского комикса Ричарда Аутколта.
Пулитцер не мог угнаться за конкурентом. Его издание было предназначено для среднего класса и имело определённые рамки, которые он не мог переступить. Для Херста не было ограничений. Он говорил:

«Главный и единственный критерий качества газеты — тираж».

### Лидерство на рынке
Херст стал миллионером и очень влиятельной личностью в газетном мире. В 1935 году он был одним из самых богатых людей в мире, его состояние оценивалось в 200 млн долларов. После покупки «New York Morning Journal» Херст продолжал скупать и учреждать ежедневные и еженедельные газеты по всем Соединенным Штатам. В 1940-е годы Херст был владельцем 25 ежедневных газет, 24 еженедельных газет, 12 радиостанций, 2 мировых агентств новостей, одного предприятия по производству новых тем для кинофильмов, киностудии «Cosmopolitan» и многого другого.
В 1948 году он приобрёл одну из первых американских телевизионных станций, BWAL-TV в Балтиморе. Газеты Херста продавались в количестве 13 млн экземпляров ежедневно и имели около 40 млн читателей. Почти треть взрослого населения США ежедневно читала газеты Херста. Кроме того, миллионы людей по всему миру получали информацию из прессы Херста через сообщения информационных агентств, фильмов и газет, которые переводились и печатались в огромных количествах по всему миру.

## Политика
В разгар конкурентной борьбы между Херстом и Пулитцером, в 1898 году на Кубе началось освободительное движение против Испании. И газета Херста выступила главным обвинителем Испании и защитником Кубы.
На страницах «New York Morning Journal» было опубликовано украденное частное письмо испанского посла, где содержалась отрицательная характеристика президента США Уильяма Мак-Кинли. Таким способом Херст хотел заставить президента начать войну с Испанией. Корреспондент с Кубы телеграфировал Херсту: «Здесь все тихо, никакой войны нет». На что тот ответил: «Вы обеспечьте иллюстрации, а войну я обеспечу».
15 февраля 1898 года в порту Гаваны взорвался американский броненосец «Мэн». Ходили даже слухи, что Херст приложил руку к организации взрыва. Через две недели после взрыва «Мэна» тираж «New York Morning Journal» вырос до 5 млн экземпляров.
Он был дважды избран в Палату представителей, проиграл выборы на пост губернатора Нью-Йорка. Тем не менее, с помощью своих газет и журналов он добился огромного политического влияния.
Издания Nash's Pall Mall Magazine и Cosmopolitan, принадлежавшие Херсту, впервые опубликовали в 1925 и 1926 годах статью «Хобби» британского политика Уинстона Черчилля, известного своими антикоммунистическими взглядами и занимавшего в то время должность Канцлера казначейства Великобритании, посвящённую теоретическим аспектам изобразительного искусства.
В 1933 году Херст снимает фильм «Гавриил над Белым Домом», где рассказывается о том, как новый президент США с помощью Бога лично не только вытягивает Америку из экономического кризиса, но и подчиняет себе весь мир. Фильм был снят для продвижения в президенты Франклина Делано Рузвельта.
Мировоззрение Херста было ультраконсервативным, националистическим и антикоммунистическим. Он отличался крайне правыми взглядами. В 1934 году он совершил путешествие в Германию, где был принят Гитлером как гость и друг. После поездки в газетах Херста появилась серия агрессивных статей против социализма, против Советского Союза и, в особенности, против Сталина. На первых полосах газет часто появлялись карикатуры на Сталина, изображенного в виде убийцы, держащего кинжал в руках.
В 1934 году пресса Херста опубликовала в США статью Германа Геринга с антисемитской пропагандой.

## Гражданин Кейн
В 1941 году режиссёр Орсон Уэллс снял фильм «Гражданин Кейн», прототипом для главного героя которого послужил Херст. Вплоть до того, что Кейн в фильме буквально цитировал некоторые скандальные высказывания Херста.
Сразу после выпуска фильм получил премию «Оскар» за лучший сценарий (был номинирован на эту премию ещё в восьми номинациях), а впоследствии многократно упоминался критиками как «лучший фильм всех времён и народов».
Не желая выхода фильма на экран, Херст с помощью своей медиаимперии начал настоящую войну с Уэллсом. «Гражданина Кейна» посмотрели в главных городах Америки, но в провинции, особенно на Юге, сила была на стороне газет Херста. Кроме того, большинство газет Херста поступили ещё проще — они объявили фильму бойкот. Это один из немногих случаев в истории США, когда фильм вызвал такую бурю в политических и общественных кругах.